# Jan Chrzciciel (obraz El Greca)
Jan Chrzciciel – obraz olejny hiszpańskiego malarza pochodzenia greckiego Dominikosa Theotokopulosa, znanego jako El Greco.

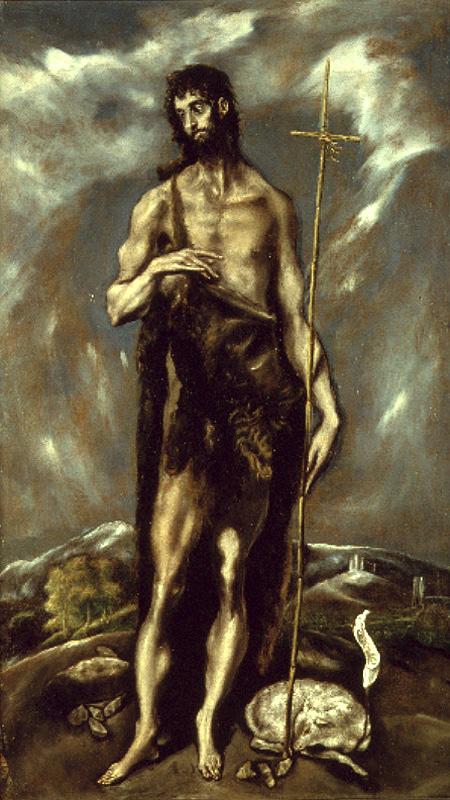
Jan Chrzciciel
ok. 1600
Museo del Patriarca w Walencji

## Opis obrazu
El Greco wielokrotnie malował świętych na tle krajobrazu. Korzystał przy tym z bardzo niskiej perspektywy, tworząc efekt monumentalności postaci. Wizerunek Jana Chrzciciela jest wydłużony przy czym głowa jest stosunkowo mała; artysta zamiast stosowania proporcji gdzie głowa stanowi siódmą część ciała stosuje proporcje jeden do dziesięciu. Jan umieszczony został w centralnej części na pierwszym planie, na sobie ma tradycyjne odzienie z futra, a w ręku trzyma swój atrybut: długi kij zakończony krzyżem. U dołu po prawej stronie widać drugi symbol świętego – baranek. Portret Jana różni się od powiązanych z nim obrazów umieszczeniem jagnięcia na kamieniu. Chrzciciel odwraca głowę w tę samą stronę, co zwierzę. Palce u prawej dłoni (dwa palce środkowe) wskazują na Baranka Bożego. Tłem dla świętego jest wzburzone niebo kontrastujące z sylwetką Jana, które wraz z mieniącym się światłem na krajobrazie jest charakterystycznym motywem ekspresji artysty w jego pracach z początku XVII wieku. Za barankiem rozciąga się krajobraz z widocznym budynkiem Escorialu.
Postać Jana Chrzciciela została wykorzystana w innym późniejszym obrazie Święty Jan Ewangelista i święty Jan Chrzciciel z ok. 1610 roku.

## Proweniencja
Do 1929 roku obraz znajdował się w kolekcji Felixa Schlayera w Madrycie. Od 1946 roku znajduje się w De Young Museum w San Francisco (część Fine Arts Museum)